# Galvács
Galvács este un sat în districtul Edelény, județul Borsod-Abaúj-Zemplén, Ungaria, având o populație de 96 de locuitori (2011). 

## Demografie
Componența etnică a satului Galvács
     Maghiari (100%)
Componența confesională a satului Galvács
     Romano-catolici (57,29%)
     Greco-catolici (15,63%)
     Reformați (12,5%)
     Necunoscută (14,58%)
Conform recensământului din 2011, satul Galvács avea 96 de locuitori. Din punct de vedere etnic, majoritatea locuitorilor (100,0%) erau maghiari.  Din punct de vedere confesional, majoritatea locuitorilor (57,29%) erau romano-catolici, existând și minorități de greco-catolici (15,63%) și reformați (12,5%). Pentru 14,58% din locuitori nu este cunoscută apartenența confesională.